# Krčevine (ort i Bosnien och Hercegovina, Federationen Bosnien och Hercegovina, lat 44,01, long 18,06)
Krčevine är en ort i Bosnien och Hercegovina.   Den ligger i entiteten Federationen Bosnien och Hercegovina, i den centrala delen av landet, 30 km nordväst om huvudstaden Sarajevo. Krčevine ligger 696 meter över havet och antalet invånare är 717.
Terrängen runt Krčevine är kuperad, och sluttar österut.Runt Krčevine är det ganska tätbefolkat, med 93 invånare per kvadratkilometer.. Närmaste större samhälle är Gromiljak, 5,4 km söder om Krčevine. 
I omgivningarna runt Krčevine växer i huvudsak lövfällande lövskog.